# Тузла (аеропорт)
Міжнародний аеропорт Тузла (босн. Međunarodni aerodrom Tuzla/Међународни аеродром Тузла) (IATA: TZL, ICAO: LQTZ) — аеропорт поруч з містом Тузла, Боснія і Герцеговина. Є аеропортом спільного базування. Може приймати цивільні комерційні літаки з 06:00 до 20:00 та літаки авіації загального призначення і корпоративної авіації з 06:00 до 17:00.
Аеропорт є хабом для:
- Wizz Air

## Історія
Міжнародний аеропорт Тузла — один з найбільших воєнних аеропортів колишньої Югославії. В 1992 році контроль над ним отримали миротворчі сили ООН, а з 1996 року він є головним аеропортом SFOR, миротворчого підрозділу в Боснії та Герцеговині. В 1998 році кантон Тузла відкрила в Тузлі цивільний аеропорт. Міжнародний аеропорт Тузла було відкрито 10 жовтня 1998 року як цивільний аеропорт, але при цьому авіабаза в Тузлі продовжує функціонувати.

## Авіакомпанії та призначення (травень 2023)

### Пасажирські
| Авіакомпанія      | Пункт призначення |
| ----------------- | --- |
| Freebird Airlines | Сезонний чартер: Анталія |
| Ryanair           | Відень, (до 30 травня 2023) Меммінгем (до 30 травня 2023), Стокгольм-Арланда (до 31 травня 2023)                                                                          |
| Wizz Air          | Базель, Берлін-Бранденбург, Біллунн, Відень, Гетеборг, Дортмунд, Ейндговен, Карлсруе, Кельн, Мальме, Меммінгем, Нюрнберг, Стокгольм-Скавста, Франкфурт-Ган, Фрідріхсгафен |

## Статистика

### Пасажирообіг
| Рік/Місяць | січень | лютий  | березень | квітень | травень | червень | липень | серпень | вересень | жовтень | листопад | грудень | Разом   | Зміна       |
| ---------- | ------ | ------ | -------- | ------- | ------- | ------- | ------ | ------- | -------- | ------- | -------- | ------- | ------- | ----------- |
| 2019       | 36.341 | 30.658 | 35.679   | -       | -       | -       | -      | -       | -        | -       | -        | -       | 102.313 | ▼ -14,4%    |
| 2018       | 40.563 | 35.976 | 43.112   | 52.638  | 49.371  | 53.709  | 67.438 | 65.364  | 56.062   | 50.122  | 30.763   | 39.471  | 584.589 | ▲ +9,0%     |
| 2017       | 26.554 | 23.105 | 29.116   | 50.763  | 47.701  | 49.662  | 63.173 | 63.788  | 52.816   | 51.556  | 37.432   | 40.178  | 535.834 | ▲ +72,1%    |
| 2016       | 19.234 | 19.939 | 23.598   | 25.261  | 27.324  | 26.673  | 32.229 | 31.046  | 27.793   | 27.621  | 23.619   | 27.061  | 311.398 | ▲ +20,2%    |
| 2015       | 12.960 | 12.005 | 14.474   | 17.311  | 18.082  | 21.563  | 33.666 | 33.007  | 28.900   | 27.167  | 22.462   | 17.427  | 259.074 | ▲ +71,2%    |
| 2014       | 8.276  | 6.455  | 7.289    | 9.495   | 9.343   | 12.195  | 19.887 | 19.253  | 16.967   | 16.299  | 12.363   | 13.531  | 151.353 | ▲ +146,0%   |
| 2013       | 1      | 0      | 0        | 0       | 455     | 6.251   | 11.868 | 11.000  | 9.071    | 8.673   | 7.359    | 6.835   | 61.513  | ▲ +1.367,7% |
| 2012       | 8      | 0      | 51       | 13      | 2       | 854     | 1.762  | 1.243   | 195      | 59      | 4        | 0       | 4.191   | ▼ -7,4%     |
| 2011       | 0      | 0      | 12       | 54      | 8       | 1.143   | 1.506  | 965     | 10       | 426     | 403      | 0       | 4.527   | N/A         |